# 福井誠 (陸上選手)
福井 誠（ふくい まこと 1984年6月5日 - ）は、千葉県出身の陸上競技選手。柏市立逆井中学校→市立船橋高等学校→日本大学商学部→富士通所属。176cm、59kg。

## 来歴
日本大学2年生の2005年第81回箱根駅伝では8区に出走。区間2位、8区歴代6位の快走を見せた。3年生時の2006年第82回箱根駅伝では3区に出走。2区のディラング･サイモンがブレーキを起こし15位と低迷する中、区間2位の快走。順位の付かない学連選抜を含め10人抜きを達成した。また、順位を6位に押し上げ、見事にブレーキをカバーした。チームはその後福井が作った流れに乗り、総合3位で箱根駅伝を終えた。なお、福井の10人抜きは、2009年に佐藤悠基に破られるまで、3区のゴボウ抜き記録となっていた。同年、国際千葉駅伝の学生選抜チームに選ばれるなど、日大のエースへ成長した。
4年生の2007年第83回箱根駅伝では日大のエースとして2区に出場。強豪揃いの2区を区間8位でカバーし、チームの総合2位へ貢献した。
2011年、東京マラソンで初マラソンを完走。

## 主な記録
ベストタイム
- 1500m   3分48秒59
- 5000m  13分57秒63
- 10000m 28分37秒28
- マラソン 2時間14分18秒(2013年3月3日・びわ湖毎日マラソン)

成績
- 2006年日本学生対抗（インカレ） 1500m3位